# Steffen Grummt
Steffen Grummt (Wilkau-Haßlau, RDA, 15 de septiembre de 1959) es un deportista de la RDA que compitió en atletismo y bobsleigh. Está casado con la atleta Kornelia Ender.
Ganó tres medallas en el Campeonato Mundial de Bobsleigh, en los años 1985 y 1986, y una medalla de bronce en el Campeonato Europeo de Bobsleigh de 1986.
Participó en los Juegos Olímpicos de Moscú 1980, ocupando el octavo lugar en la prueba de decatlón.

## Palmarés internacional

### Bobsleigh
| Campeonato Mundial | Campeonato Mundial | Campeonato Mundial | Campeonato Mundial |
| Año                | Lugar              | Medalla            | Prueba             |
| ------------------ | ------------------ | ------------------ | ------------------ |
| 1985               | Cervinia (Italia)  | Medalla de oro     | Cuádruple          |
| 1985               | Cervinia (Italia)  | Medalla de plata   | Doble              |
| 1986               | Königssee (RFA)    | Medalla de bronce  | Doble              |
| Campeonato Europeo |                    |                    |                    |
| Año                | Lugar              | Medalla            | Prueba             |
| 1986               | Igls (Austria)     | Medalla de bronce  | Doble              |